# Savage Messiah
Savage Messiah és una pel·lícula britànica realitzada per Ken Russell, estrenada l'any 1972.

## Argument
La vida del pintor francès Henri Gaudier-Brzeska.

## Repartiment
- Dorothy Tutin: Sophie Brzeska
- Scott Antony: Henri Gaudier
- Helen Mirren: Gosh Boyle
- Lindsay Kemp: Angus Corky
- Michael Gough: el Sr. Gaudier
- John Justin: Lionel Shaw
- Aubrey Richards: Mayor
- Peter Vaughan: Museum Esperant
- Ben Aris: Thomas Buff

## Premis
- Selecció a la Mostra de Venècia 1972[2]
- Oscar al millor guió original per Jeremy Larner (1973).
- BAFTA a la millor actriu per Dorothy Tulin (1973)